# نادي رادار الرياضي
نادي رادار الرياضي (بالبرتغالية: Esporte Clube Radar) نادي كرة قدم برازيلي محترف للسيدات ، ومقره في حي كوباكابانا في ريو دي جانيرو ، البرازيل .